# Gyrohypnus punctulatus
Gyrohypnus punctulatus – gatunek chrząszcza z rodziny kusakowatych i podrodziny kusaków. Zamieszkuje większość krain zoogeograficznych.

## Taksonomia
Gatunek ten opisany został po raz pierwszy w 1789 roku przez Gustafa von Paykulla pod nazwą Staphylinus punctulatus. Jako miejsce typowe wskazano Szwecję.

## Morfologia

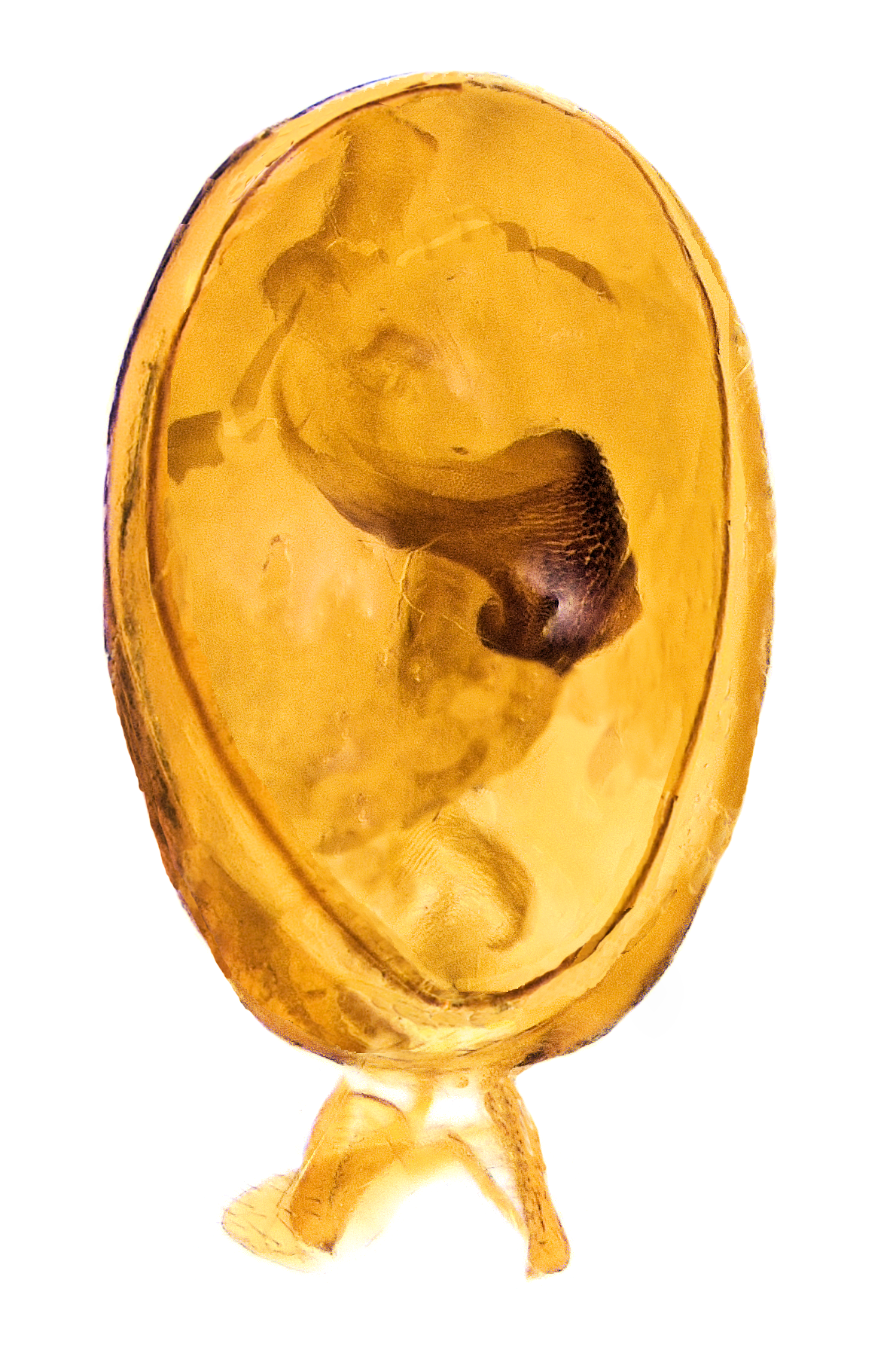
Edeagus

Chrząszcz o wydłużonym, wąskim ciele długości od 7 do 9 mm. Głowa jest wydłużona, czarna z brunatnoczarnymi czułkami i żółtobrunatnymi głaszczkami szczękowymi, o matowych, szorstko punktowanych skroniach zakończonych ząbkowato; na wysokości tego zakończenia głowa jest najszersza. Ciemię ma niewielki, podłużny obszar pozbawiony głębokiego punktowania. W tyle głowy szwy gularne łączą się w pojedynczą linię. Przedplecze jest czarne, zaopatrzone w rzędy grzbietowe o około sześciu punktach każdy. Pokrywy są całkiem czarne. Odnóża mają brunatnoczarne uda i golenie. Odwłok jest czarny, pozbawiony rozjaśnień na tylnych krawędziach tergitów.

## Ekologia i występowanie
Owad ten zasiedla różne, w tym synantropijne środowiska. Bytuje pod gnijącymi szczątkami roślinnymi, padliną, w starych grzybach, pryzmach kompostowych i nawozie.
Gatunek o szerokim zasięgu, na północ wykraczającym daleko poza koło podbiegunowe. W Europie znany jest z Irlandii, Wielkiej Brytanii, Portugalii, Hiszpanii, Francji, Belgii, Luksemburgu, Holandii, Niemiec, Szwajcarii, Austrii, Włoch, Danii, Szwecji, Norwegii, Finlandii, Estonii, Łotwy, Litwy, Polski, Czech, Słowacji, Węgier, Ukrainy, Rumunii, Bułgarii, Słowenii, Chorwacji, Bośni i Hercegowiny, Serbii, Czarnogóry, Macedonii Północnej, Grecji i europejskiej części Rosji. W palearktycznej Azji podawany jest z Gruzji, Syberii, Kazachstanu oraz Iranu. W Afryce Północnej zamieszkuje Azory, Wyspy Kanaryjskie, Maderę, Maroko i Algierię. Poza tym podawany jest z Etiopii w krainie afrotropikalnej, Indii w krainie orientalnej, Argentyny w krainie neotropikalnej oraz nearktycznej Ameryki Północnej.